# オガサワラアブラコウモリ
オガサワラアブラコウモリ (Pipistrellus sturdeei) は、哺乳綱翼手目ヒナコウモリ科アブラコウモリ属に分類される翼手類。
1915年に模式標本1頭を元に新種として記載されて以降、確認されていない。

## 分布
19世紀末に小笠原諸島母島で採集されたとされる、模式標本1頭のみが記録されている。同標本は大英自然史博物館に所蔵されている。

## 形態
模式標本は、頭胴長（体長）37ミリメートル。尾長31ミリメートル。前腕長30ミリメートル。体毛は黒っぽい。外形はアブラコウモリの幼獣に類似するも小型で、頭骨は小さく稜の発達が悪い。
採集者であるThomasの記録には、耳介は短く、その先端部は丸い。体の毛色は黒色で、飛膜は黒褐色、耳介・耳珠とも先端部が丸い。頭骨も小さく、幅が顕著に狭いと記されている。

## 分類
分類学的な位置づけははっきりしていない。かつてThomasの記した頭骨の特徴から、本種は日本国内に広く分布するアブラコウモリ Pipistrellus abramus のグループではなく、中国・インド・フィリピンおよび東南アジアに広く分布する小型で、頬骨の発達が悪いインドアブラコウモリ Pipistrellus coromandra グループに近いとされていた。しかし上記の理由、及び唯一現存する模式標本の頭骨が破損していることもあり、現在この考えは保留されている。またこの記述から、この模式標本の本当の採集場所は東南アジアのいずれかであり、小笠原諸島母島の記載は誤記と考える学者もいる。

## 生態
全くわかっていない。

## 人間との関係
2020年時点で、IUCNおよび環境省レッドリストでは絶滅として判定されている。一方で新種として記載された1915年以外に確かな記録がなく、分類の再検討が必要とされており、2006年のIUCNレッドリストでは情報不足に位置づけが変更されたこともある。さして飛翔力のないヒナコウモリ科が海洋島に分布する例は極めて稀であり、ゆえに模式標本がほんとうに小笠原諸島母島で採集されたかどうかもきわめて疑わしいとされている。
なお、小笠原諸島では近年に至って本種と思しきコウモリの目撃例が相次いでいるが、どの情報も信憑性を欠き、いまだ生存を確認するには至っていない。
絶滅（環境省レッドリスト）